# 20-мм зенітна гармата «Ерлікон»

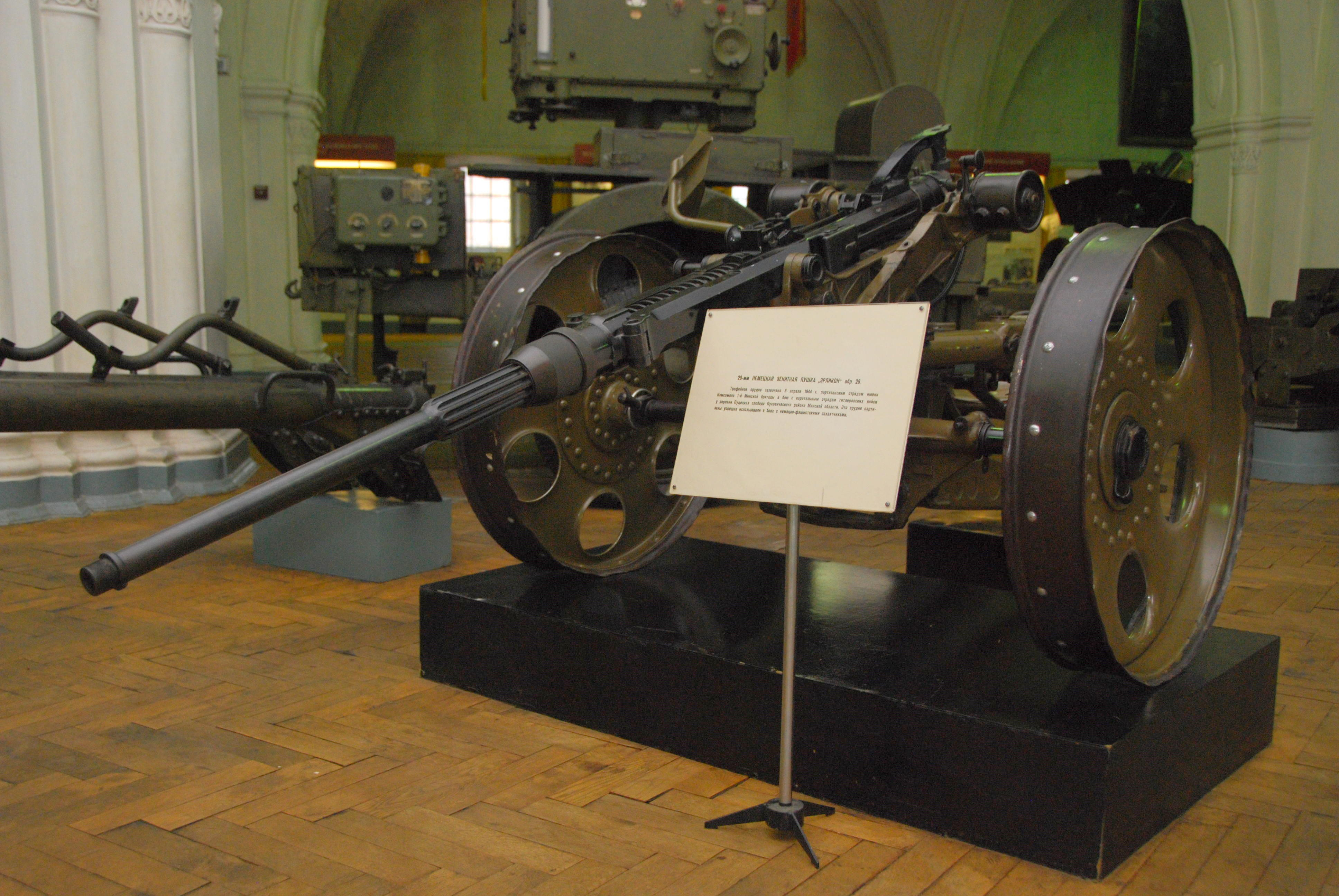
20-мм автоматична зенітна гармата «Ерлікон» в артилерійському музеї Санкт-Петербурга

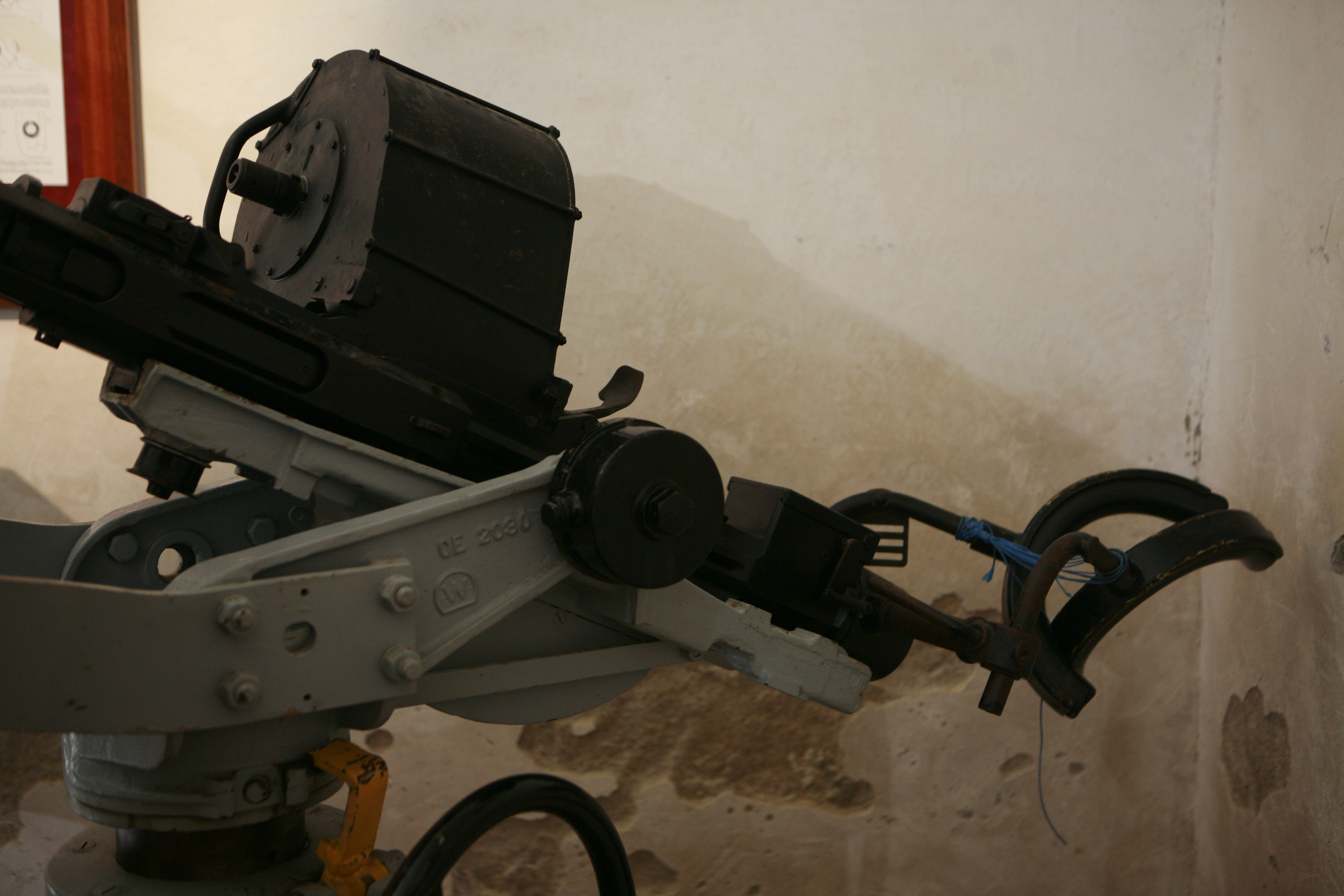
20-мм автоматична зенітна гармата «Ерлікон»

20-мм автоматична зенітна гармата «Ерлікон» (нім. Oerlikon) — зенітна автоматична гармата калібру 20 мм виробництва Швейцарії.
Досяжність стрільби за висотою — 3 км, за дальністю — 4,4 км. Швидкість стрільби — 450/хв. Маса — 68 кг, знаряда — 120г.
Гармату розробив німецький інженер Рейнхольд Беккер в період Першої світової війни, як 20-мм гармата Беккера М2. Після поразки німців у війні, пан Беккер змушений був перемістити свої патенти та конструкторські розробки у Швейцарію — підприємство SEMAG (нім. Seebach Maschinenbau Aktien Gesellschaft), розташоване під Цюрихом.
SEMAG у 1924 році випускає дещо модернізовану гармату із швидкістю стрільби 350/хв.
Але цього ж року SEMAG збанкрутувала і її викупила інша цюрихська зброярня — «Ерлікон».